# Salzburger Nockerln

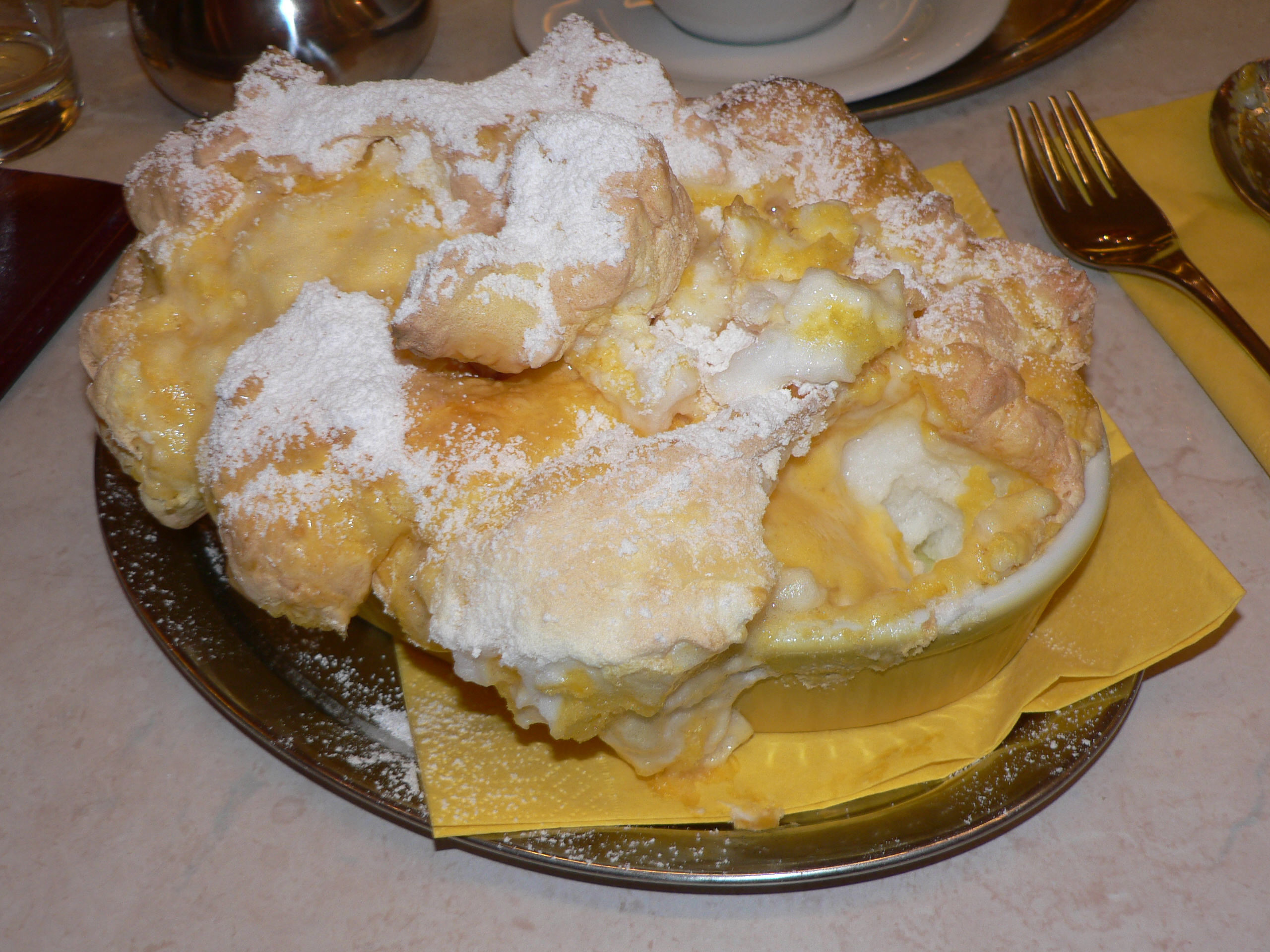
Salzburger Nockerln.

Os Salzburger Nockerln são uma espécie de crepes preparados na cidade de Salzburgo, na Áustria. São servidos quentes, como sobremesa.
Os Nockerln são compostos principalmente de ar envolvido numa leve casca de açúcar, ovo e muito pouca farinha (20 gramas). Esta casquinha abate quando não é convenientemente preparada. Basta que a temperatura do forno não seja suficiente ou uma ponta de ar para abater e os Nockerln transformam-se nuns crepes peganhentos.
É possível que os famosos Nockerln tenham sido criados sob a égide de Dietrich Raitenau, que foi arcebispo de Salzburgo e grande apreciador de poder, de pompa e de doçaria ligeira.

## Ingredientes
Para fazer os Nockerln são necessários:
- 4 claras de açúcar
- 50 g de açúcar fino
- 1 pacotinho de açúcar baunilhado
- 3 gemas
- 20 g de farinha
- 40 g de manteiga